# Déperditions thermiques d'un bassin
 (juillet 2021).
Si vous disposez d'ouvrages ou d'articles de référence ou si vous connaissez des sites web de qualité traitant du thème abordé ici, merci de compléter l'article en donnant les références utiles à sa vérifiabilité et en les liant à la section « Notes et références ».
Les déperditions thermiques d'un bassin sont les pertes de chaleur que connaît un réservoir d'eau, typiquement les piscines. La déperdition thermique associée aux piscines extérieures a lieu surtout à la surface de l’eau par évaporation, par rayonnement et par convection. Les couvre-piscines éliminent pratiquement toutes les pertes par évaporation et réduisent celles par rayonnement et par convection.

## Évaporation
En règle générale, l’évaporation compte pour 30 à 50 % de la déperdition thermique totale d'une piscine[réf. nécessaire].
Au milieu de l’été, les piscines de taille moyenne perdent en général environ 50 mm d’eau par semaine de cette façon, soit l’équivalent de 150 kilowatts-heures. 
Ce phénomène s’accélère par temps sec ou venteux. L’utilisation fréquente d’une couverture de piscine réduira sensiblement les pertes par évaporation.
La puissance thermique émise par une piscine peut être évaluée ainsi :
{\displaystyle P_{{\acute {e}}vapo}=(25+19V_{v})\times {S(X-X')\times {L_{v}}}}
avec :
- Pévapo : les pertes par évaporation (W)
- 25+19Vv : formule empirique donnant le rapport du coefficient d'échange thermique hconv par convection entre l'eau et l'air (W/m².K) sur la chaleur massique cair de l'air (=0,277 Wh/kg d'air.K)
- Vv : la vitesse du vent (m/s)
- S : la surface du bassin (m²)
- X : l'humidité spécifique de l'air saturé à la température de l'eau (g d'eau/kg d'air)
- X': l'humidité spécifique de l'air ambiant (g d'eau/kg d'air)
- Lv : enthalpie (ou chaleur latente) de vaporisation de l'eau : 0,625 Wh/g (2 250 kJ/kg)

Remarque : X vaut 70 % s'il est exprimé en humidité relative, X' vaut alors 40 à 50 %[réf. nécessaire].

## Rayonnement
Le rayonnement thermique est le transfert thermique à travers un milieu transparent (ici, l'air), des objets chauds vers les objets plus froids. Il représente 25 à 35 % de la déperdition thermique des piscines. La plus grande partie de cette perte a lieu durant les nuits claires.
{\displaystyle P_{rayon}=U_{R}\times {S\times {\left[\left({\frac {Tb}{100}}\right)^{4}-\left({\frac {Tf}{100}}\right)^{4}\right]}}}
avec :
- Prayon : les pertes par rayonnement (W)
- UR : coefficient d'émittance de l'eau : 3,7 W/m².K^4
- Tb : Température thermodynamique de l'eau (K)
- Tf :  Température thermodynamique de l'air extérieur (K)

Manquent dans ces calculs l'énergie éventuellement apportée par le rayonnement solaire.

## Convection
La convection est le transfert thermique de la piscine à l’air ambiant par les mouvements de l’eau et de l’air. Quand la pompe ne mélange pas l’eau chaude et l’eau plus froide, la première monte vers le haut du bassin. La chaleur de l’eau s’échappe alors par convection dans l’air plus frais. S’il vente, la perte par convection augmente. De 15 à 25 % des déperditions thermiques se produisent par convection.
{\displaystyle P_{conv}=U_{e}\times {S\times {\Delta \Theta }}}
avec :
- Pconv : les pertes par convection (W)
- Ue : coefficient de transmission thermique convectif naturel de l'eau : 50-100 W/m2 K[réf. nécessaire]
- ΔΘ : différence de température entre l'eau du bassin et la température extérieure

## Renouvellement
Dans le cas où l'eau du bassin est renouvelée, l'apport d'eau froide crée des pertes thermiques additionnelles.
{\displaystyle P_{renouv}={\frac {V_{R}\times {\Delta \Theta }}{860}}}
avec :
- Prenouv : les pertes par renouvellement d'eau (W)
- VR : volume de renouvellement journalier en litre. Pour une piscine, on prend au minimum 30 litres par baigneur et par jour, conformément à l'arrêté du 7 avril 1981 relatif aux dispositions techniques applicables aux piscines[1].

Le décret no 81-324 du 7 avril 1981 « fixant les normes d’hygiène et de sécurité applicables aux piscines et aux baignades aménagées », qui fixait le taux de renouvellement d'eau minimal à 30 litres par baigneur et par jour est abrogé le 21 mai 2003 par le décret 2003-462, art. 5 30°.

## Conduction
La conduction est le transfert thermique dû au contact direct entre matériaux. Dans le cas des piscines, cet échange se fait par les parois et le fond du bassin. En général, les pertes par conduction sont négligeables (inférieures à 5 %). Cependant, une nappe phréatique élevée ou l’écoulement d’eau souterraine peuvent emporter la chaleur d’une piscine creusée, par convection.

## Autres
On peut considérer que les pertes par projection de l'eau hors du bassin par des baigneurs sont compensées par les apports dus au métabolisme[réf. souhaitée].